# Mankohaftung
Mankohaftung ist das Einstehenmüssen des Arbeitnehmers für ein Manko.
Ein Manko im arbeitsrechtlichen Sinne liegt vor, wenn dem Arbeitnehmer Waren- oder Kassenbestände anvertraut wurden, nun jedoch Differenzen zwischen dem Soll- und dem Istbestand vorhanden sind.

## Anspruchsgrundlage
Die Haftung des Arbeitnehmers für ein Manko im Sinne eines Fehlbestandes kann beruhen auf:
- einer Mankovereinbarung;
- dem Arbeitsvertrag, wenn er eine Geschäftsbesorgung zum Inhalt hat;
- einer Schlechterfüllung des Arbeitsverhältnisses.

## Mankovereinbarung
Grundsätzlich stellt ein Fehlbetrag in der Kasse eine Pflichtverletzung des Arbeitnehmers dar. Insofern haftet er nach den allgemeinen Vorschriften der § 619a, §§ 280 ff. i. V. m. dem Arbeitsvertrag. Da es allerdings meist dem Arbeitgeber nicht gelingen wird, positiv ein Verschulden des Arbeitnehmers nachzuweisen, werden oft Mankovereinbarungen getroffen. Grundsätzlich ist eine solche Mankoabrede auch zulässig, wenn sie eine sinnvolle, den Eigenarten des Betriebs und der Beschäftigung angepasste Beweislastverteilung enthält.
In der Rechtsprechung haben sich Kriterien herausgebildet, an denen die Mankovereinbarung geprüft werden muss. Diese müssen klar und eindeutig vereinbart sein und dem Arbeitnehmer muss für die Übernahme der Mankohaftung ein angemessener wirtschaftlicher Ausgleich vertraglich gewährt werden. Ferner haftet der Arbeitnehmer dann nicht in voller Höhe des Fehlbetrages, sondern nur bis zur Höhe des Mankogeldes.